# Mar Argentino
Mar Argentino (pol. Morze Argentyńskie) – morze otwarte na szelfie kontynentalnym w Ameryce Południowej. Stanowi część południowego Oceanu Atlantyckiego. Leży pomiędzy wybrzeżem Argentyny a otwartym oceanem.

## Geografia

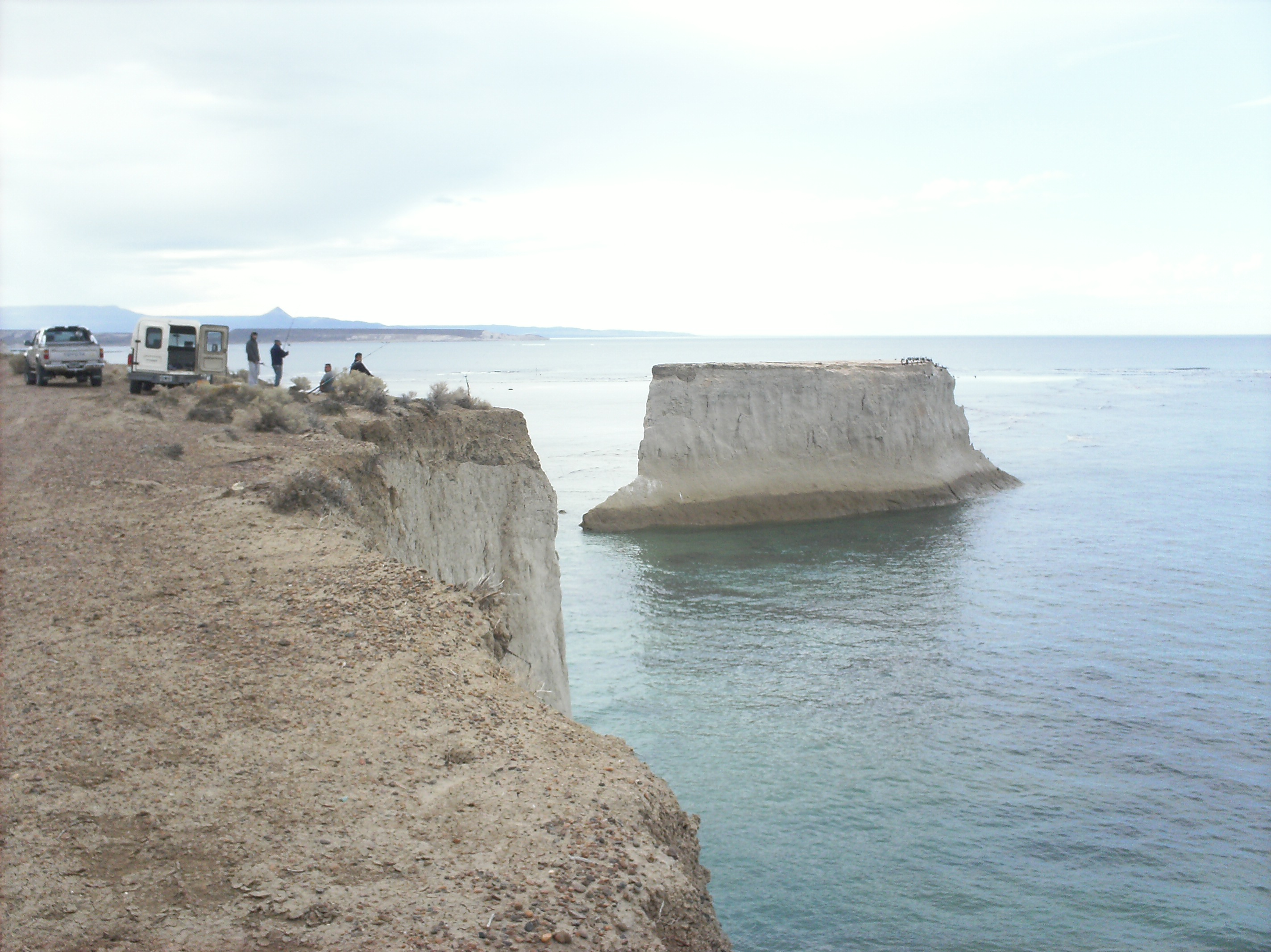
Wybrzeże Mar Argentino w okolicach Comodoro Rivadavia

Morze rozciąga się od estuarium La Platy ma północy do Morza Scotia na południu. Największe archipelagi wysp na Mar Argentino to Falklandy i Ziemia Ognista. Ma powierzchnię około 1 000 000 km². Jego średnie zasolenie wynosi 35‰. Największe zatoki będące częścią Mar Argentino to Bahía Blanca, San Jorge, San Matías, Bahía Grande i Nuevo.

## Przyroda
W wodach Mar Argentino i na jego wybrzeżach występują liczne populacje m.in. krabów, pingwinów, wielorybów i słoni morskich.

### Ochrona przyrody
Na wybrzeżu Mar Argentino znajdują się parki narodowe Campos del Tuyú (w prowincji Buenos Aires) i Monte León (w prowincji Santa Cruz) oraz wiele parków prowincjonalnych. Ponadto Półwysep Valdés wpisany jest na listę światowego dziedzictwa UNESCO jako obiekt najcenniejszy przyrodniczy (X kryterium).